# Gymnopais dichopticus
Gymnopais dichopticus är en tvåvingeart som beskrevs av Stone 1949. Gymnopais dichopticus ingår i släktet Gymnopais och familjen knott. Inga underarter finns listade i Catalogue of Life.